# Sainte-Foy-de-Longas
Sainte-Foy-de-Longas ist eine französische Gemeinde mit 244 Einwohnern (Stand 1. Januar 2022) im Département Dordogne in der Region Nouvelle-Aquitaine (vor 2016: Aquitanien). Sie gehört zum Arrondissement Bergerac und zum Kanton Lalinde.
Der Name in der okzitanischen Sprache lautet Senta Fe de Long Ga und leitet sich von der heiligen Fides von Agen ab. Das okzitanische long ga bezeichnet dabei eine lange Furt.
Die Einwohner werden Foyens genannt.

## Geographie
Sainte-Foy-de-Longas liegt ca. 22 Kilometer nordöstlich von Bergerac im Gebiet Bergeracois der historischen Provinz Périgord.
Umgeben wird Sainte-Foy-de-Longas von den Nachbargemeinden:
|                          | Val de Louyre et Caudeau                    |        |
| Saint-Marcel-du-Périgord | Kompassrose, die auf Nachbargemeinden zeigt |        |
| Pressignac-Vicq          | Mauzac-et-Grand-Castang                     | Pezuls |

Sainte-Foy-de-Longas liegt im Einzugsgebiet des Flusses Dordogne am linken Ufer der Louyre.

## Einwohnerentwicklung
Nach Beginn der Aufzeichnungen stieg die Einwohnerzahl in der Mitte des 19. Jahrhunderts auf einen Höchststand von rund 820. In der Folgezeit setzte eine Phase der Stagnation bis zur Jahrtausendwende ein, die die Zahl der Einwohner bei kurzen Erholungsphasen auf ein Niveau von rund 240 Einwohnern sinken ließ, das bis heute gehalten wird.
| Jahr      | 1962 | 1968 | 1975 | 1982 | 1990 | 1999 | 2006 | 2010 | 2022 |
| --------- | ---- | ---- | ---- | ---- | ---- | ---- | ---- | ---- | ---- |
| Einwohner | 264  | 255  | 241  | 259  | 250  | 249  | 238  | 242  | 244  |

## Sehenswürdigkeiten
- Schlossruine Longas aus dem 15. Jahrhundert, als Monument historique eingeschrieben

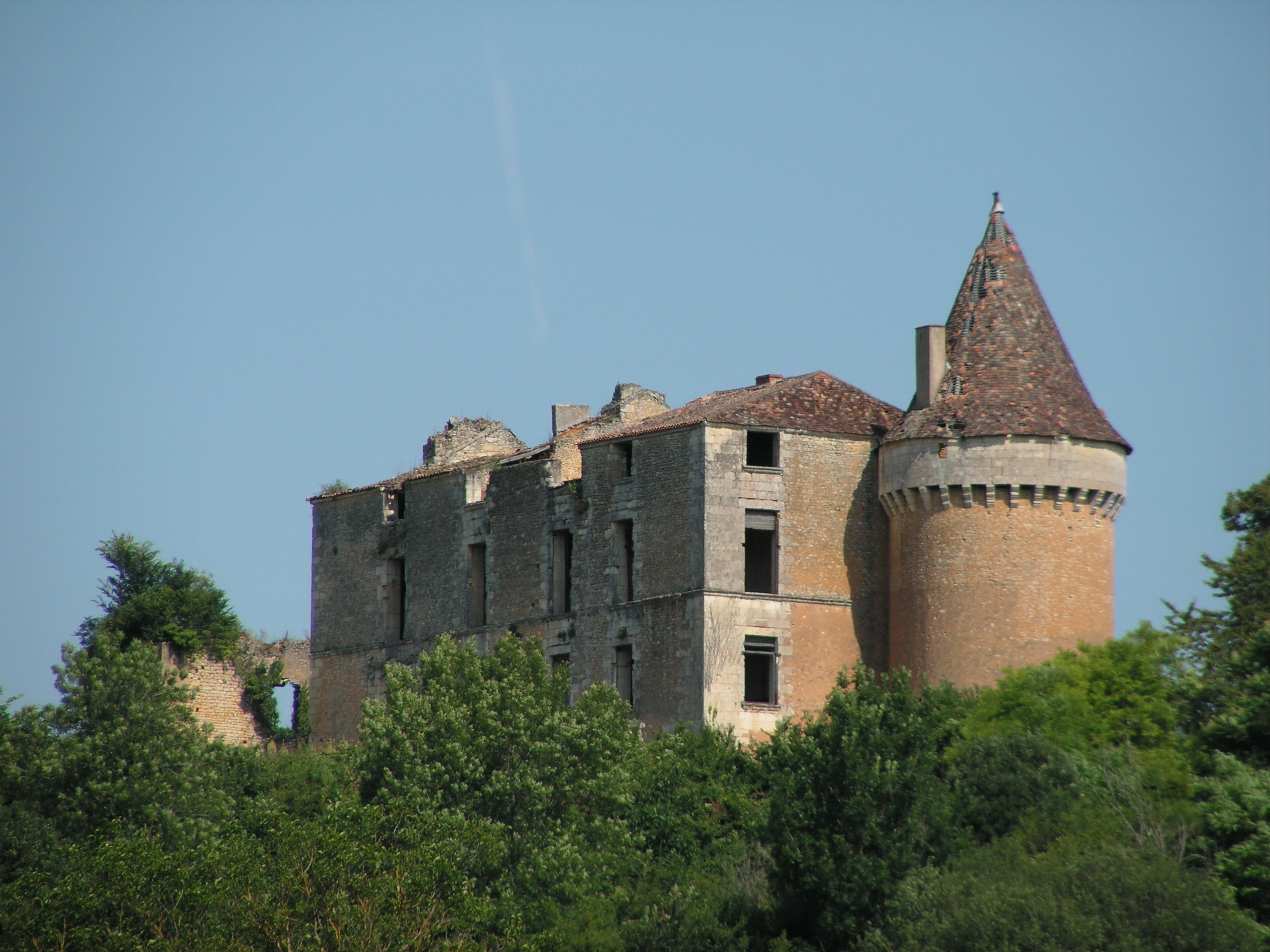
Schlossruine Longas
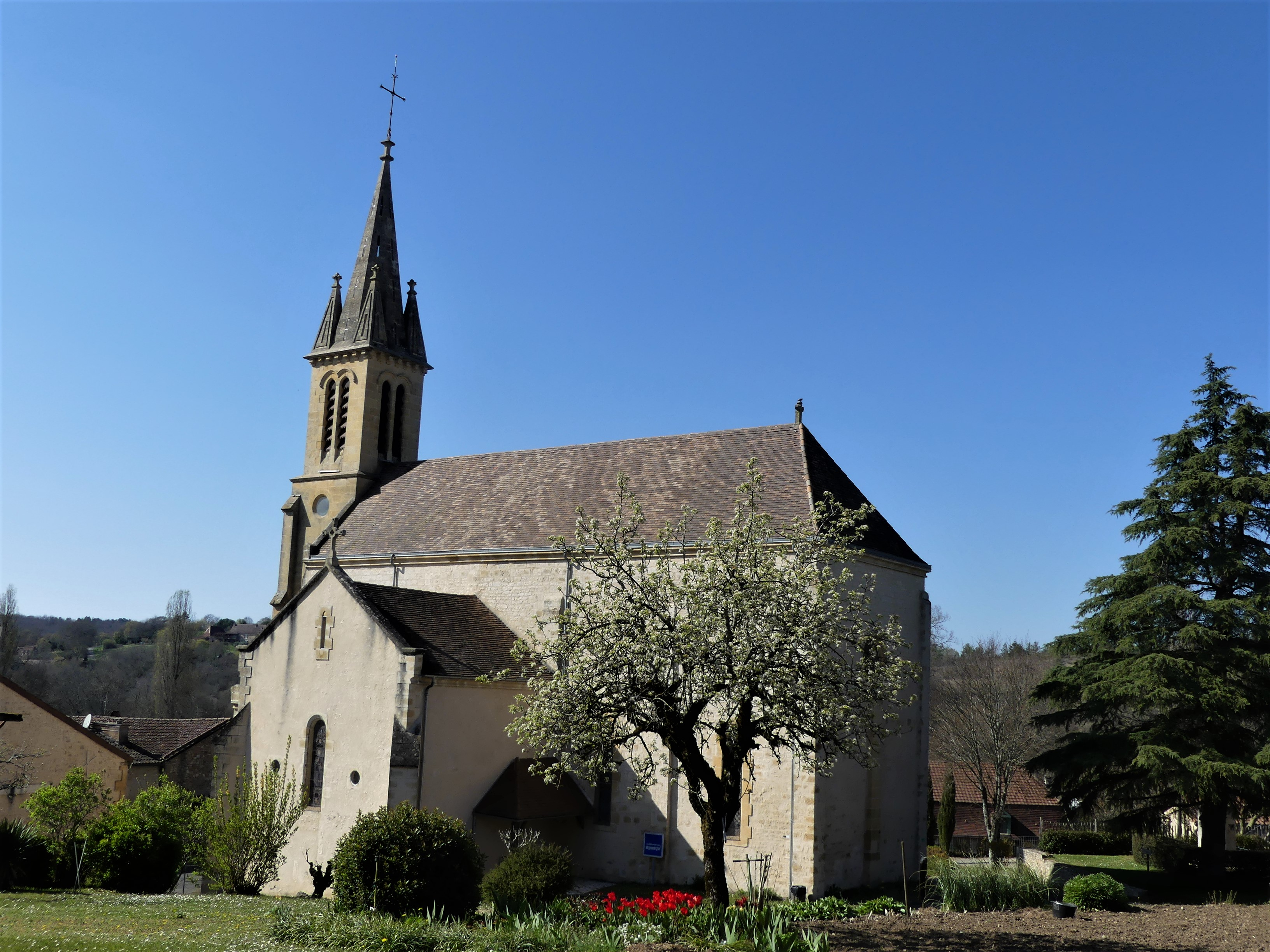
Kirche Sainte-Foy

## Wirtschaft und Infrastruktur

### Verkehr
Sainte-Foy-de-Longas ist erreichbar über die Routes départementales 8 und 32.